# IC 2015
IC 2015 — галактика типу Sc (компактна спіральна галактика) у сузір'ї Годинник.
Цей об'єкт міститься в оригінальній редакції індексного каталогу.